# Michał Antoni Gimbutt
Michał Antoni Gimbutt herbu własnego – stolnik mścisławski w latach 1713-1719, horodniczy mścisławski w latacjh 1693-1713.
Był elektorem Augusta II Mocnego z powiatu starodubowskiego w 1697 roku.